# Bobby Rosengarden
Robert Marshall „Bobby“ Rosengarden (* 23. April 1924 in Elgin (Illinois); † 27. Februar 2007 in Sarasota (Florida)) war ein amerikanischer Jazzschlagzeuger und Studiomusiker in unterschiedlichen Stilbereichen. 

## Leben und Wirken
Rosengarden stammt aus einer Musikerfamilie und hatte vom fünften Lebensjahr an in Chicago Privatunterricht (teilweise gemeinsam mit Louie Bellson) bei Roy Knapp. Nach seinem Studium 1942/43 an der University of Michigan leistete er bis 1946 seinen Militärdienst in Armybands ab. Dann arbeitete er in New York City bei Charlie Spivak, Raymond Scott und Skitch Henderson, um ab 1949 als Studiomusiker zu arbeiten. Von 1949 bis 1968 war er bei NBC beschäftigt, um von 1969 bis 1974 bei ABC als Leiter der Band in der Dick Cavett Show zu arbeiten. Auch war er an der Steve Allen Show, der Ernie Kovacs Show, Sing Along With Mitch und Johnny Carsons Tonight Show beteiligt. Er war bei Aufnahmen und Live-Sendungen Partner von Musikern aller Richtungen, darunter in der ersten Phase auch oft Arturo Toscanini. In den Aufnahmestudios begleitete er so unterschiedliche Künstler wie Duke Ellington, Billie Holiday, Benny Goodman/Igor Strawinsky (Ebony Concerto), Quincy Jones, Gil Evans/Miles Davis, Astrud Gilberto, Antônio Carlos Jobim, Stan Getz, Arlo Guthrie, Carmen McRae, Ben E. King, Harry Belafonte („Banana Boat“), Barbra Streisand, Jimi Hendrix, Dave Brubeck und Tony Bennett. 
Nebenbei arbeitete er seit 1965 immer wieder für Benny Goodman. Von 1973 bis 1978 spielte er bei The World’s Greatest Jazz Band und ab 1974 gehörte er zur New York Jazz Repertory Company, mit der er 1975 durch Europa tourte. Daneben begleitete er Bob Wilbers Soprano Summit. Seit Mitte der 1970er Jahre spielte Rosengarden regelmäßig auf den großen Festivals wie dem Newport Jazz Festival, aber auch in Europa – mit eigenen Gruppen sowie in den Bands von Peanuts Hucko, Gerry Mulligan, Kenny Davern und in Trios mit den Pianisten 
Hank Jones bzw. Dick Wellstood und den Bassisten George Duvivier bzw. Milt Hinton.
Mit dem Perkussionisten Phil Kraus, mit dem er in den 1950er und 1960er Jahren als festes Gespann in den Studios arbeitete und auch Alben wie etwa Playful and Pretty und Like ... Bongos eingespielt hatte, veröffentlichte er 2000 die CD Just ... Bongos mit Aufnahmen aus dieser Serie.

## Lexigraphische Einträge
- Martin Kunzler: Jazz-Lexikon. Band 2: M–Z (= rororo-Sachbuch. Bd. 16513). 2. Auflage. Rowohlt, Reinbek bei Hamburg 2004, ISBN 3-499-16513-9.